# План XVII

План XVII

План XVII (фр. Plan XVII фр. вимова: [plɑ̃ dis.sɛt]) — стратегічний план військового французького командування на випадок війни із Німеччиною.

## Передумови
Одразу після закінчення Французько-прусської війни французький генштаб почав розробляти військовий план на випадок нової війни.
У перші роки після війни 1870—1871 років, через слабкість та малу чисельність французької армії, її командування розробляло лише плани, орієнтовані на оборону. Задля цього у 1870-ті роки активно велося спорудження укріплень на кордоні з Німеччиною. Однак і пізніше, коли французька армія почала набирати свою міць — основна ідея планів зводилася до передачі Німеччині стратегічної ініціативи. Це робилося задля того, аби план дій французів однаково підходив як і до оборонних, так і до наступальних дій.
План № 17 створювався у 1910—1913 роках французьким генштабом, начальником якого був генерал Жозеф Жоффр, і був остаточно прийнятий 15 квітня 1914 року.

## Особливості плану
З усіх військових планів першої світової, французький був найменш продуманим. Жоффр планував розмістити війська впродовж східного кордону із Німеччиною, і звідти здійснити серію ударів по Ельзас-Лотарингії та вийти до Рейну. План не був розрахований на напад через територію нейтральної Бельгії. Ще одним великим недоліком Плану № 17 було невикористання відразу великих резервних формувань через недовіру до їх бойових якостей.
Командувач армією Віктор Мішель передбачив напад на Бельгію і запропонував внести радикальні зміни до плану. Згідно з ними у випадку агресії Німеччини французька армія мала теж увійти на територію Бельгії і таким чином зіткнутися з німецькими силами. Однак ці зміни були відкинуті, а сам Віктор усунений зі своєї посади, його місце зайняв Жоффр.

## Реалізація плану
Уже у перших боях стали очевидні всі недоліки плану. Під час Прикордонної битви об'єднанні бельгійські, британські та французькі війська були розбиті і відкинути майже до Парижа. Лише перемога у Битві при Марні врятувала союзні війська від цілковитої поразки.